# Hey Jude (album The Beatles)
Hey Jude è una raccolta del gruppo musicale britannico The Beatles, pubblicata nel 1970. Pubblicato originariamente negli Stati Uniti e in altri Paesi ma non nel Regno Unito, è composto da singoli e di lati B non precedentemente pubblicati su album negli USA.

## Storia
Il progetto fu concepito da Allen Klein e dalla Apple Records e diretto da Allan Stickler il quale scelse alcune canzoni, soprattutto i lati B dei singoli, che non erano mai apparsi negli album distribuiti dalla Capitol quando le etichette americane, affiliate alla EMI, modificavano la lista delle tracce degli album pubblicati negli USA inserendovi brani già pubblicati su singolo. Stickler focalizzò la sua attenzione soprattutto sulla produzione recente dei Beatles e difatti non inserì alcuni brani come A Hard Day's Night (pubblicato dalla United Artists Records), I'm Down (retro di Help!), The Inner Light (retro di Lady Madonna). Trascurò anche tutte quelle canzoni apparse su singoli stampati dalla etichetta Vee Jay Records come ad esempio From Me to You e le versioni in lingua straniera delle canzoni dei Beatles, come Sie Liebt Dich (She Loves You tedesca).
Vennero inserite, invece, canzoni come Can't Buy Me Love che erano state distribuite negli Stati Uniti da altre etichette (in questo caso dalla United Artist Records).
Le canzoni Lady Madonna, Don't Let Me Down, Paperback Writer, Rain e Revolution furono pubblicate per la prima volta nella versione stereo.
La pubblicazione del disco fu costellata da una lunga serie di incertezze, basti pensare al titolo che venne cambiato quando un numero imprecisato di copie era già stato stampato, e quindi venduto, con il titolo The Beatles Again. Lo stesso disguido non risparmiò nemmeno le musicassette. Persino sul prezzo i dirigenti della Apple Records mostrarono di avere le idee confuse, proponendone dapprima uno di $ 6.98 e poi un altro leggermente più economico di $ 5.98. In alcune edizioni non distribuite per la vendita il titolo è ''The Beatles Again''.  In alcune edizioni il titolo sulla copertina è Hey Jude mentre compare ''The Beatles Again'' sulle etichette.
Il disco fu pubblicato nel 1970 negli Stati Uniti e in gran parte dell'Europa e del Sud America, ma non in Gran Bretagna. Solo nel 1979, vista la sua popolarità mondiale, la Parlophone si decise a distribuirlo anche in Inghilterra.
In due versioni di musicassette l'ordine dei due lati fu invertito e quindi la canzone Hey Jude appariva come la prima del lato A.

## Copertina
La foto di copertina ritraeva i Beatles riuniti, nel loro ultimo servizio fotografico, nella nuova casa di John Lennon in Tittenhurst Park.

## Tracce
Testi e musiche di Lennon-McCartney, eccetto dove indicato.
Lato A
1. Can't Buy Me Love – 2:19
2. I Should Have Known Better – 2:39
3. Paperback Writer – 2:14
4. Rain – 2:58
5. Lady Madonna – 2:14
6. Revolution – 3:21

Lato B
1. Hey Jude – 7:06
2. Old Brown Shoe – 3:16 (George Harrison)
3. Don't Let Me Down – 3:30
4. The Ballad of John and Yoko – 2:55

## Formazione
The Beatles
- George Harrison - chitarra solista, voce e cori
- John Lennon - voce e cori, chitarra ritmica; armonica e chitarra acustica in I Should Have Known Better, chitarra solista e acustica in The Ballad of John and Yoko
- Paul McCartney - voce e cori, basso; pianoforte in Lady Madonna, Hey Jude e Old Brown Shoe
- Ringo Starr - batteria, percussioni

Altri musicisti
- Nicky Hopkins - piano elettrico in Revolution
- Billy Preston - piano elettrico in Don't Let Me Down

Crediti
- George Martin - produttore